# Tragični tjedan
Tragični tjedan (katal. la Setmana Tràgica, šp. la Semana Tragica 25. srpnja – 2. kolovoza 1909.)  je naziv koji se koristi za seriju kravih sukoba između vojske i radničke klase u Barceloni i drugim gradovima Katalonije, tijekom posljednjeg tjedna u srpnju 1909. godine.
Tragični tjedan je počeo Generalnim štrajkom i nasilnim sukobima u Barceloni u kojima su regionalisti, anarhisti, radikali i nezadovoljni radnici prosvjedovali protiv mobilizacije za rat u Maroku i radničke politike koju su oni vidjeli kao nazadnu. Napadane su i spaljivane crkve i samostani, a svećenici su ubijani zajedno s policajcima. Do 1. kolovoza Barcelona je bila poprište pravog ustanka kojim nisu upravljali ni sindikalni vođe, ni radikali. 
Konačni gubitci su: 8 mrtvih i 124 ranjenih na strani vojske i policije, i između 104 do 150 ubijenih civila. U oštroj reakciji vlasti, preko 1700 ljudi je kažnjeno, od čega 59 doživotnom robijom, a petoro smrtnom presudom, uključujući i Francisca Ferrera, osnivača modernih škola. 
Neuspjesi iz ovog događaja naveli su španjolske anarhiste i radničke aktiviste da osnuju CNT u pokušaju stvaranja organizacije koja bi bila sposobna prijeći preko uzaludnih prosvjednih akcija.